# Rajon Woranawa
Der Rajon Woranawa (belarussisch Воранаўскі раён Woranauski rajon; russisch Вороновский район Woronowski rajon) ist eine Verwaltungseinheit in der Hrodsenskaja Woblasz in Belarus mit dem administrativen Zentrum in der Siedlung städtischen Typs Woranawa. Der Rajon hat eine Fläche von 1.418,39 km² und umfasst 336 ländliche Siedlungen in 12 Dorfsowjets sowie die Siedlung städtischen Typs Woronawa und Radun.

## Geographie
Der Rajon Woranawa liegt im Nordwesten der Hrodsenskaja Woblasz.

### Nachbarrajone
Die Nachbarrajone sind im Nordwesten Varėna und Norden Šalčininkai in Litauen, im Osten Iuje, im Süden Lida und im Westen Schtschutschyn in der Hrodsenskaja Woblasz.

## Administrative Gliederung
| Dorfsowjets 1. Bastunski Selsawet 2. Benjakonski Selsawet 3. Bolzischski Selsawet 4. Dozischski Selsawet 5. Hirkauski Selsawet 6. Kanwelischski Selsawet 7. Misjawizki Selsawet 8. Pagarodsenski Selsawet 9. Pereganzauski Selsawet 10. Radunski Selsawet 11. Sabalazki Selsawet 12. Schyrmunski Selsawet | Siedlungen städtischen Typs 1. Woranawa 2. Radun |